# Eurema simulatrix
Eurema simulatrix is een vlindersoort uit de familie van de Pieridae (witjes), onderfamilie Coliadinae.
Eurema simulatrix werd in 1891 beschreven door G. Semper.